# Palazzo Corsini-Serristori

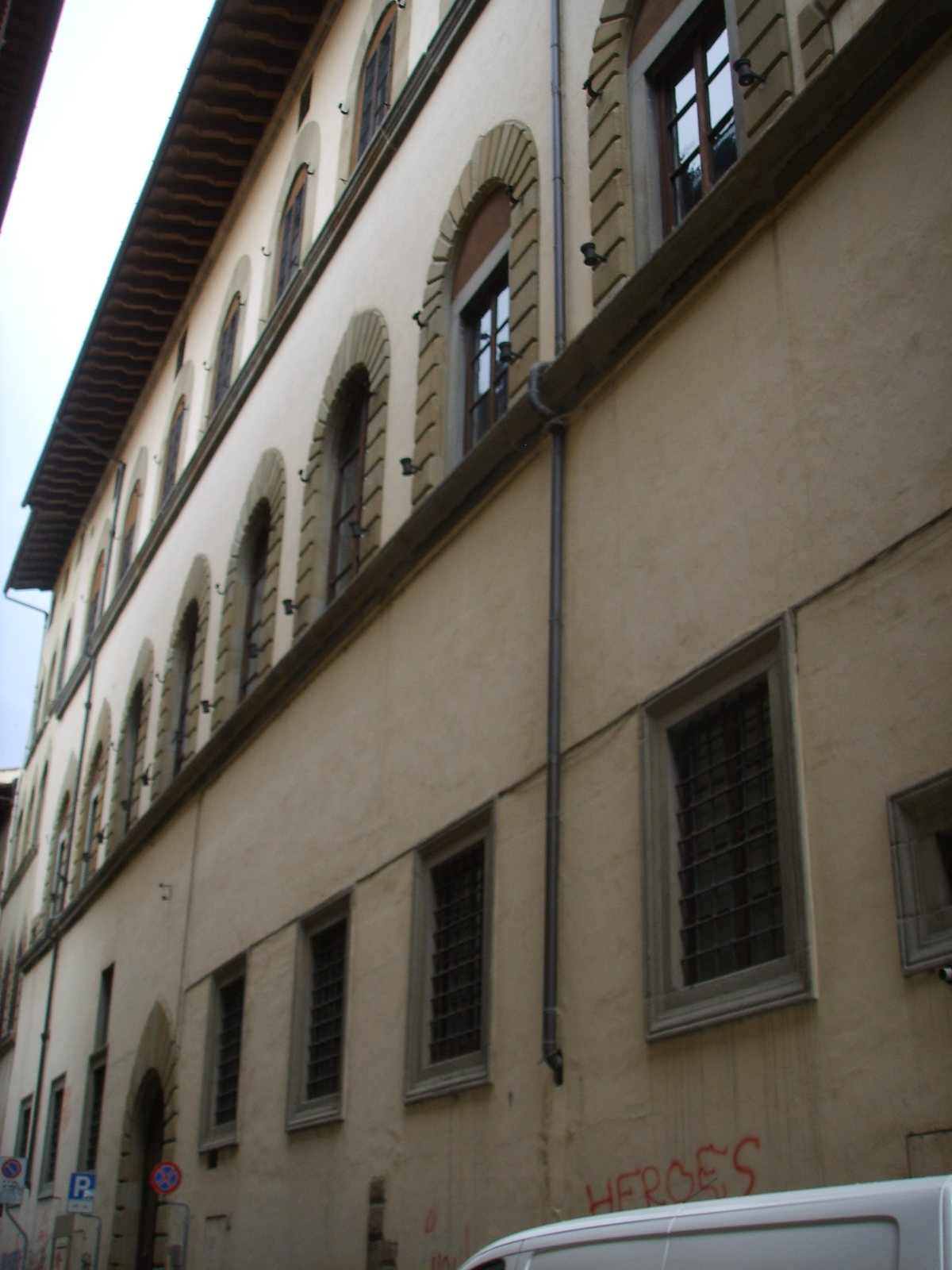
A fachada do Palazzo Corsini-Serristori.

O Palazzo Corsini-Serristori, também conhecido como Palazzo Antinori-Corsini-Serristori, é um palácio de Florença situado no n.º 6 do Borgo Santa Croce.

## História
O edifício foi construído para os Serristori entre o final do século XV e o início do século XVI e é um exemplo significativo de arquitectura renascentista.
O projecto foi atribuído a Giuliano da Sangallo e foi terminado por volta de 1520.
Nos finais do século XVI, o palácio foi adquirido pelos Corsini, que o ampliaram adquirindo alguns edifícios no Corso dei Tintori: foram realizadas novas salas perfiladas sobre um pátio arcado, o segundo do palácio. Os trabalhos terminaram em 1611 e aqui estiveram empregados o escultor Andrea Ferrucci e o pedreiro Bastiano Bozolino, aos quais se deve a decoração dos peducci (capitéis pênseis), capitéis e arquitraves esculpidos.
Os Corsini continuaram a habitar e a fazer melhorias, mesmo quando já estava montado o estaleiro para o seu Palazzo Corsini al Parione, no Lungarno Corsini, para onde se transferiram só em 1640.
No entanto, este palácio continuou a ser habitado por alguns membros da família Corsini até que, em 1886, Eleonora Corsini casou com Lodovico Antinori, levando o palácio "em dote" para a nova família. Actualmente, o palácio continua a pertencer à família Antinori.

## Arquitectura

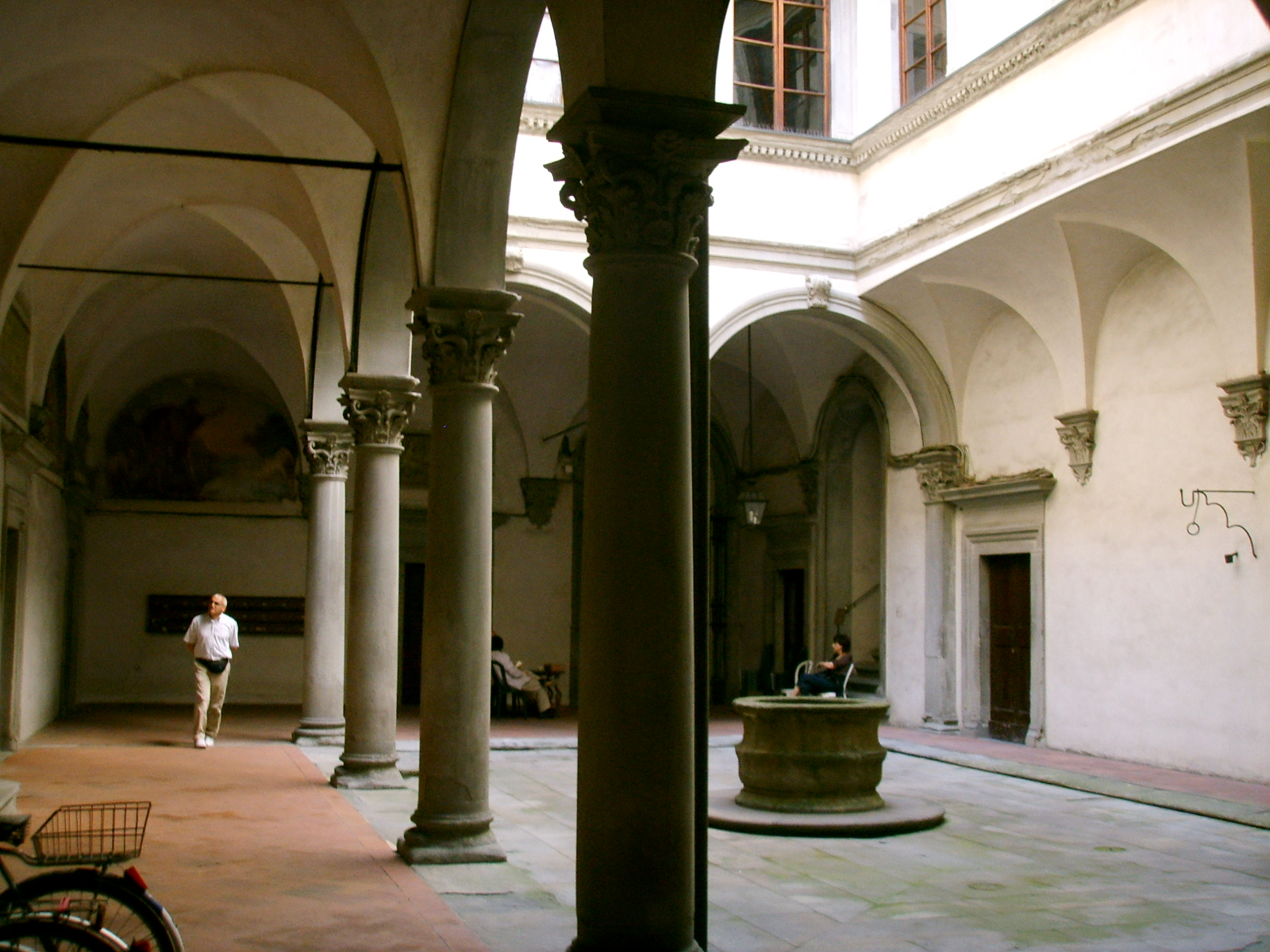
O elegante pátio arcado.

A fachada é bastante simples e austera, com um grande portal emoldurado por bugnato e flanqueado por simples janelas rectangulares, enquanto nos pisos superiores duas filas de janelas arqueadas são sublinhadas por cornijas marca-pisos. Não aparece aqui qualquer brasão heráldico e o portão está fora do eixo de simetria.
O palácio desenvolve-se em volta dum pátio central, perfeitamente conservado, com uma loggia com colunas e arcos de volta perfeita em três dos lados, enquanto o quarto lado (o de leste) apresenta volticciole. De notável valor são os capitéis e os peducci esculpidos em estilo compósito (nos peducci também se distingue o brasão dos Serristori). Nos pisos superiores desdobram-se filas ordenadas de janelas rectangulares (com arquitraves salientes no primeiro andar, mais simples no segundo) intervaladas por uma faixa decorada com óculos em pietra serena e cornijas marca-piso dentilhadas. O segundo piso também apresenta uma fila de delgadas semi-colunas abaixo do beiral, além do qual se distingue um terceiro andar mais simples.
O pátio central apresenta ao centro um elegante poço, enquanto a arcada é decorada por esculturas, fragmentos arquitectónicos e uma série de pinturas em algumas lunetas, compostas por figuras em monócromo (que reproduzem os baixos relevos como nos antigos sarcófagos) alternadas por afrescos com cenas mitológicas, obra de Gasparo Martellini datada de 1826.
A escadaria parte do canto do pátio e sobe íngreme e linear até ao primeiro andar. 
Para lá do primeiro pátio, os Corsini mandaram construir uma loggia, e algumas salas por cima desta, em 1611.

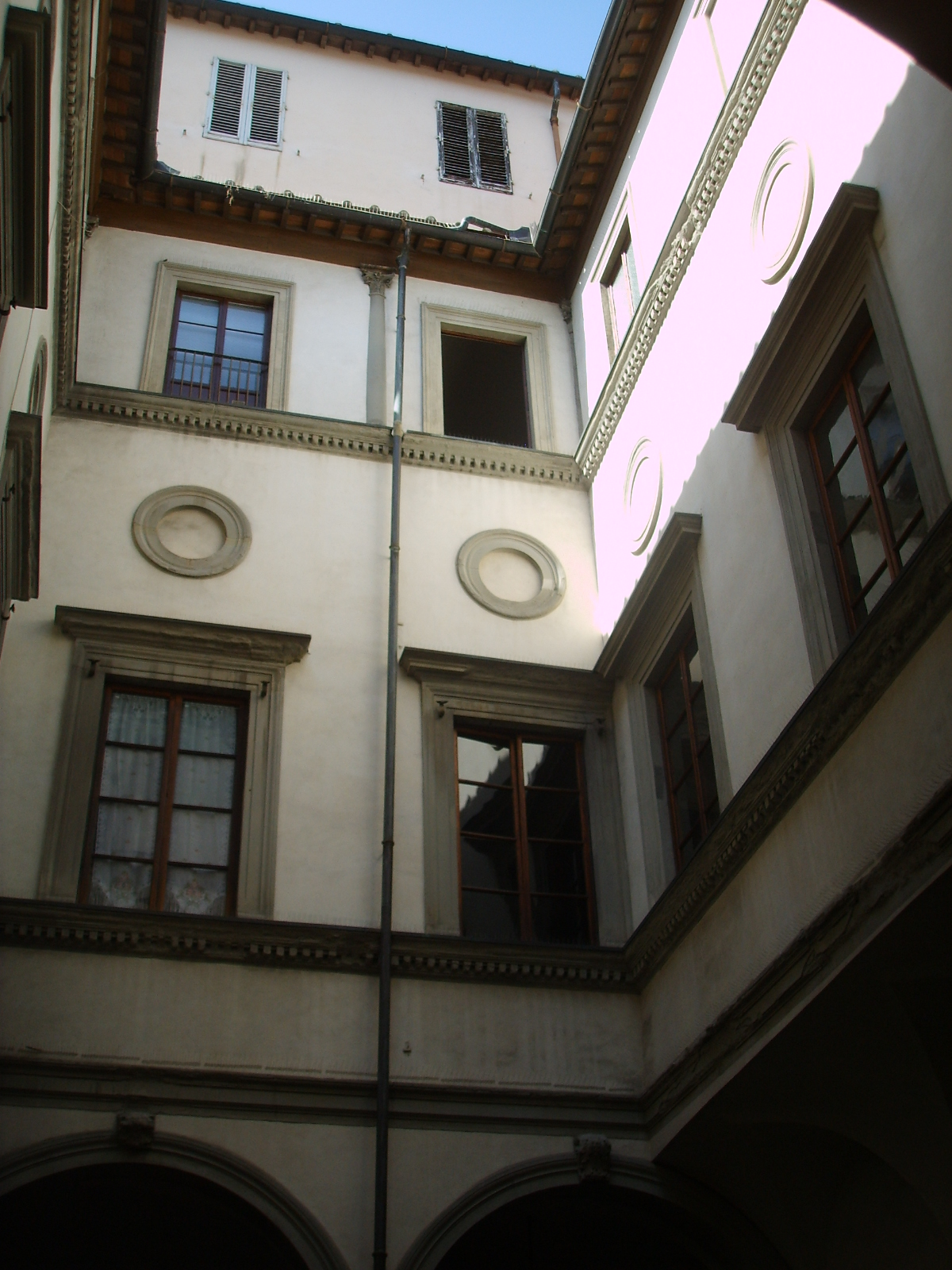
Ordem arquitectónica no lado interno
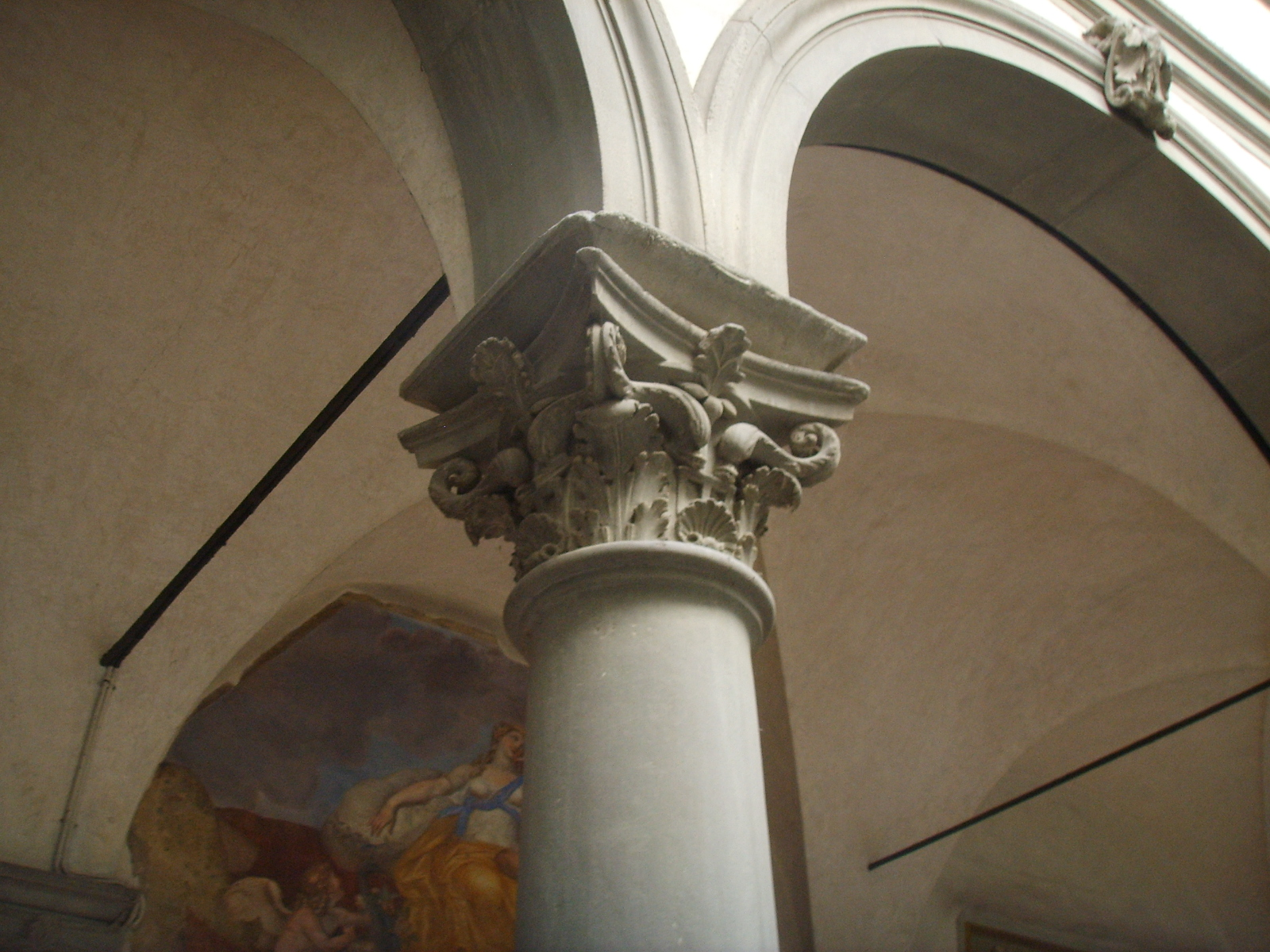
Capitel esculpido
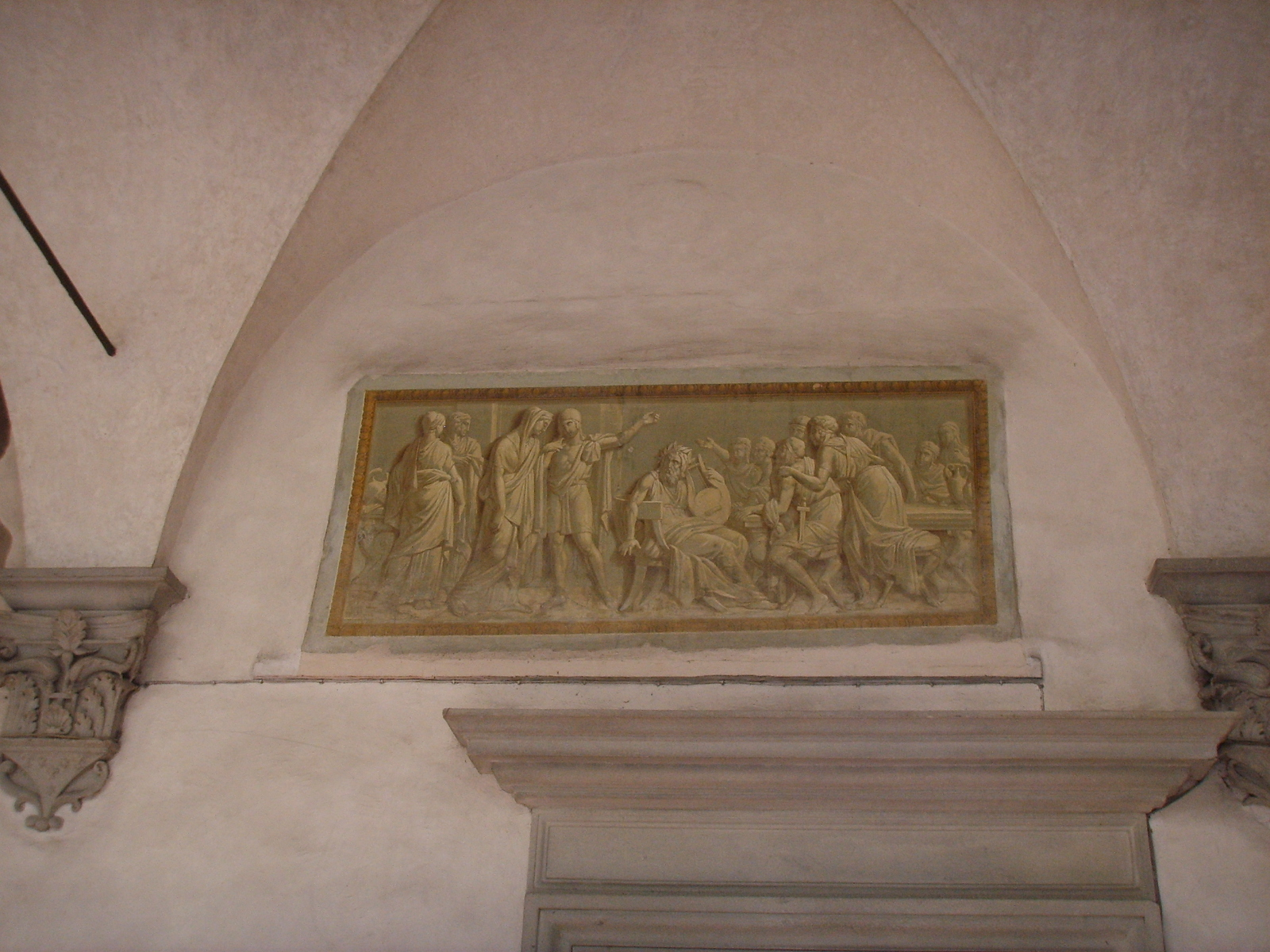
Pintura em monócromo
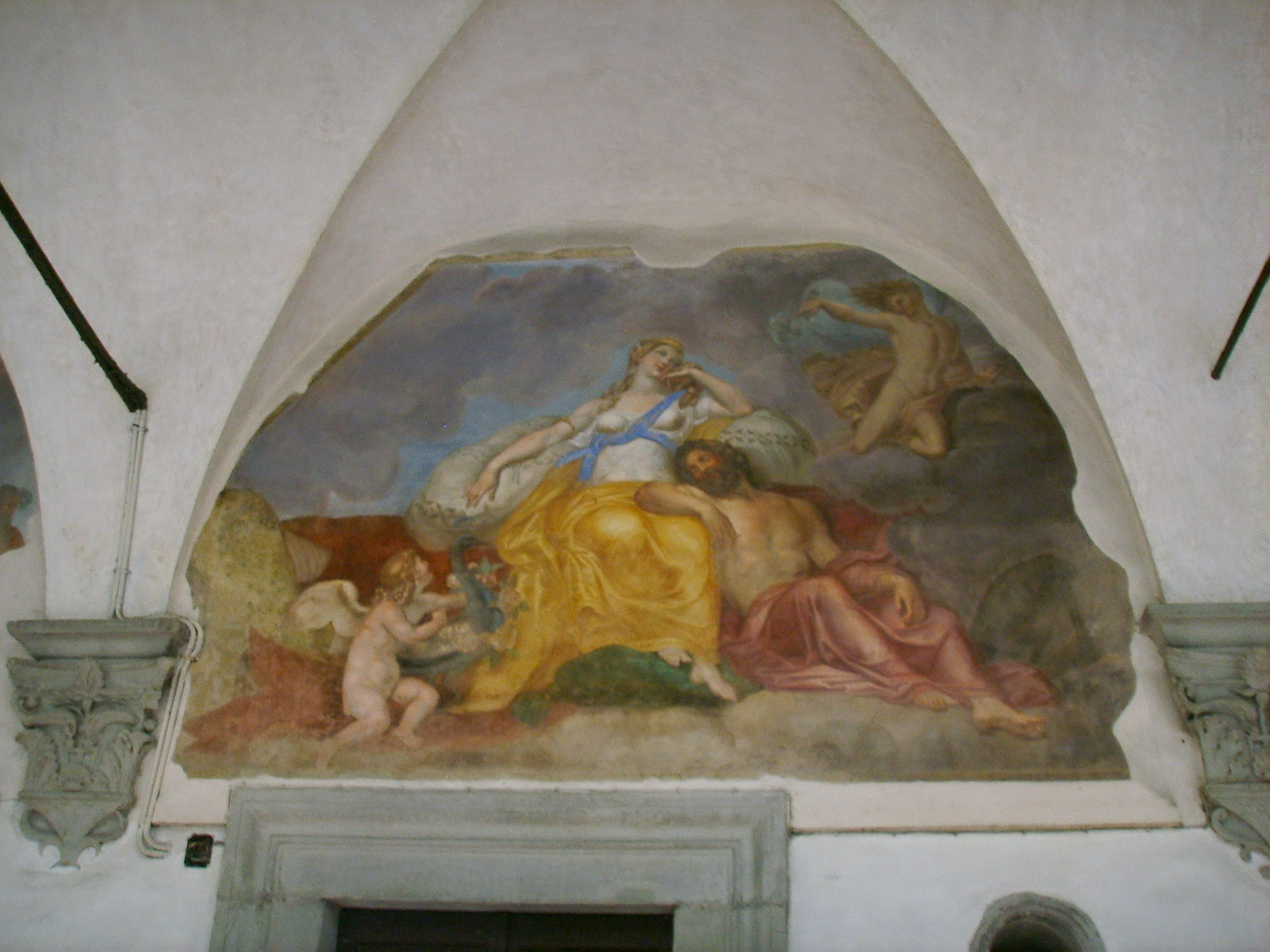
Luneta afrescada